# Lady Godiva (pel·lícula de 1911)

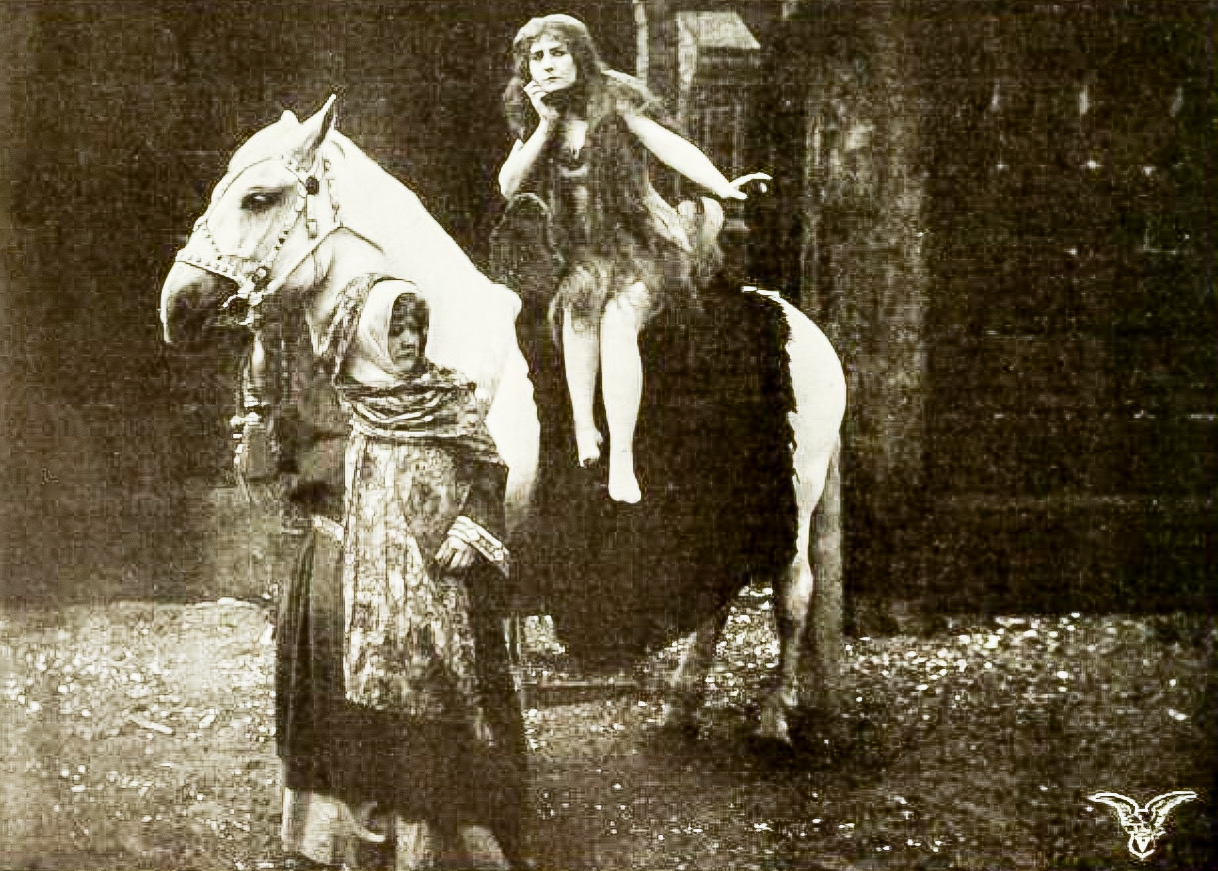
Julia Swayne Gordon en un fotograma de la pel·lícula aparegut a la revista The Moving Picture World, el 21 d'octubre de 1911

Lady Godiva és un curtmetratge mut de la Vitagraph dirigit per James Stuart Blackton i protagonitzat per Julia Swayne Gordon i Hal Wilson. Segons algunes fonts, va ser dirigit o co-dirigit per Charles Kent. Es va estrenar el 21 d'octubre de 1911.

## Argument
El comte Leofric imposa nous impostos a Coventry que els seus súbdits es veuen incapaços de pagar. L'esposa del comte, Lady Godiva, per mor del seu poble, li demana que reconsideri la seva decisió i alliberi el poble dels seus sofriments. El comte però s'hi nega i, pensant que ella mai ho farà, diu que retirarà els nous impostos si la seva dona es passeja nua dalt d'un cavall per la ciutat. Ella decideix pagar aquest preu i ho anuncia a tot el poble demanant que tothom es tanqui a casa seva per evitar-li la vergonya. Tothom fa cas de la demanda de Lady Godiva excepte Peeping Tom que, en voler contemplar-la per un forat, queda cec. El poble queda alliberat de pagar els impostos.

## Repartiment
- Julia Swayne Gordon (Lady Godiva)
- Hal Wilson (Peeping Tom)
- Robert Gaillard (Leofric)
- Kate Price
- Clara Kimball Young
- Harry Ward
- Stanley Dunn
- Alfred Hollingsworth
- James Young
- Harold Wilson